# Khánh Hòa
Khánh Hòa ist eine Provinz von Vietnam. An die Provinz grenzt im Osten das Südchinesische Meer.

## Bezirke
Khánh Hòa gliedert sich in die Provinzstädte (thành phố trực thuộc tỉnh) Nha Trang (Hauptstadt) und Cam Ranh, die Marktgemeinde (Thị xã) Ninh Hòa sowie in sechs Landkreise (huyện):
- Diên Khánh
- Cam Lâm
- Khánh Vĩnh
- Khánh Sơn
- Trường Sa (Spratly-Inseln)
- Vạn Ninh